# Marokkanische Fußballnationalmannschaft (U-17-Junioren)
Die marokkanische U-17-Fußballnationalmannschaft ist eine Auswahlmannschaft marokkanischer Fußballspieler. Sie unterliegt der Fédération Royale Marocaine de Football und repräsentiert sie international auf U-17-Ebene, etwa in Freundschaftsspielen gegen die Auswahlmannschaften anderer nationaler Verbände, bei U-17-Afrikameisterschaften und U-17-Weltmeisterschaften.
Die Mannschaft qualifizierte sich bislang jeweils einmal für die Afrikameisterschaft sowie die Weltmeisterschaft.
Bei der Afrikameisterschaft 2013 verlor sie im Halbfinale gegen den späteren Afrikameister, die Elfenbeinküste, im Spiel um Platz dei unterlagen sie im Elfmeterschießen der tunesischen Mannschaft.
Bei der WM 2013 erreichte sie als Gruppensieger vor Usbekistan, Kroatien und Panama das Achtelfinale. Dieses verlor sie gegen die Elfenbeinküste, die anschließend im Viertelfinale gegen Argentinien ausschied.

## Teilnahme an U-17-Weltmeisterschaften
(Bis 1989 U-16-Weltmeisterschaft)
| 1985 | nicht qualifiziert |
| 1987 | nicht qualifiziert |
| 1989 | nicht qualifiziert |
| 1991 | nicht qualifiziert |
| 1993 | nicht qualifiziert |
| 1995 | nicht qualifiziert |
| 1997 | nicht qualifiziert |
| 1999 | nicht qualifiziert |
| 2001 | nicht qualifiziert |
| 2003 | nicht qualifiziert |
| 2005 | nicht qualifiziert |
| 2007 | nicht qualifiziert |
| 2009 | nicht qualifiziert |
| 2011 | nicht qualifiziert |
| 2013 | Achtelfinale       |
| 2015 | nicht qualifiziert |
| 2017 | nicht qualifiziert |
| 2019 | nicht qualifiziert |
| 2021 | –                  |
| 2023 | Viertelfinale      |

## Teilnahme an U-17-Afrikameisterschaften
| 1995 | nicht qualifiziert |
| 1997 | nicht qualifiziert |
| 1999 | nicht qualifiziert |
| 2001 | nicht qualifiziert |
| 2003 | nicht qualifiziert |
| 2005 | nicht qualifiziert |
| 2007 | nicht qualifiziert |
| 2009 | nicht qualifiziert |
| 2011 | nicht qualifiziert |
| 2013 | 4. Platz           |
| 2015 | nicht qualifiziert |
| 2017 | nicht qualifiziert |
| 2019 | Vorrunde           |
| 2021 | –                  |
| 2023 | 2. Platz           |